# Cluzobra flavorufa
Cluzobra flavorufa är en tvåvingeart som beskrevs av Loïc Matile 1996. Cluzobra flavorufa ingår i släktet Cluzobra och familjen svampmyggor.
Artens utbredningsområde är Nicaragua. Inga underarter finns listade i Catalogue of Life.